# Fernando Rita
Fernando Rita Larrucea (nacido el 30 de noviembre de 1961 en Barcelona, Cataluña) es un regatista español.
Es un deportista del Club Marítimo de Mahón que ha participado en los Juegos Olímpicos de Barcelona 1992, ha sido Campeón de Europa (1986), tres veces Campeón de España (1986, 1987 y 1993), tercero en el Campeonato del Mundo (1999), y subcampeón de Europa en categoría máster (2015) de la clase Snipe, clase en la que también ha ganado el Trofeo Su Majestad el Rey (1987) y la Copa de Su Alteza Real el Príncipe de Asturias (1986). Su primer éxito importante fue en 1978, quedando subcampeón de la Copa de España Juvenil de Snipe, repitiendo puesto en la edición de 1980.

## Participaciones en Juegos Olímpicos
Participó en los Juegos Olímpicos de Barcelona 1992
- 10.º puesto en Star con Jaime Piris Turner de tripulante en Barcelona 1992.[3]